# Сфенотома
Сфенотома (лат. Sphenotoma) — род растений семейства Вересковые.

## Ареал
Растения являются эндемиками Австралии. Встречаются в Западной Австралии.

## Биологическое описание
Вечнозелёные кустарники. Листья небольшого и среднего размера, супротивные, черешковые или сидячие, простые; листовая пластинка плоская.
Цветки собраны в соцветия; тычинок 5. Однополые цветки отсутствуют, растения являются гермафродитами; опыляются насекомыми или птицами.
Плод — безмякотная коробочка.